# Navires construits sur les chantiers navals de Ferrol entre 1750 et 1909

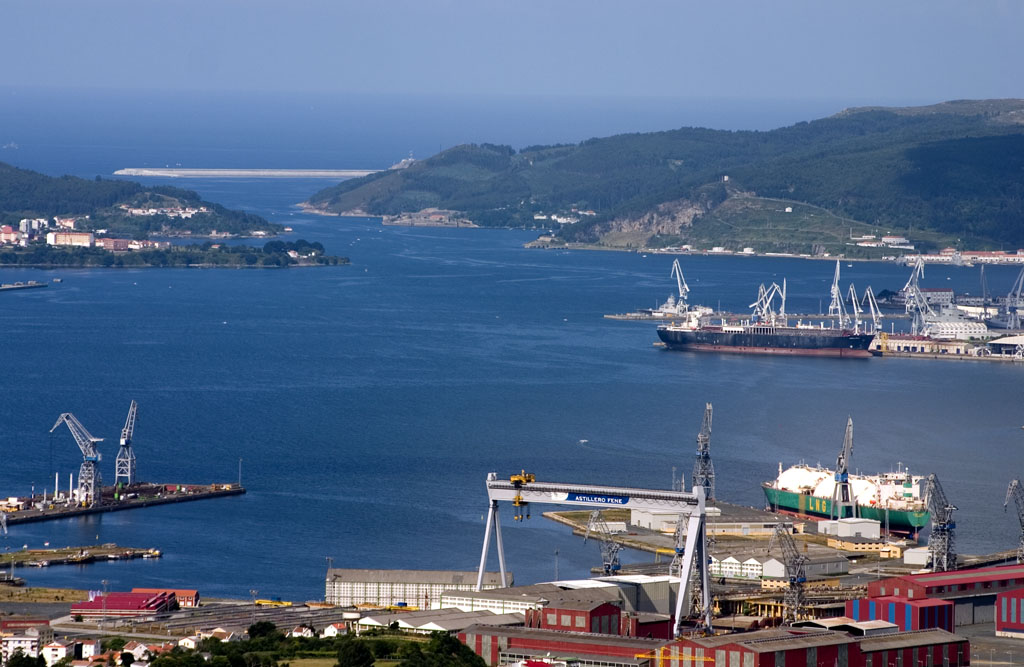
Chantier naval actuel

Les navires construits entre 1750 et 1909 sur les chantiers navals de Ferrol, port situé au nord-ouest de l’Espagne, correspondent aux années fastes, coloniales espagnoles des Amériques entre 1808 et 1825. Les guerres navales contre les Français et les Anglais, nécessitaient une armada importante de navires de guerre, donc une activité portuaire importante, pour petit à petit au fil du temps réduire et cesser totalement l'activité en 1909.
Les navires étaient par le passé de construction bois, mais à partir de 1842 les premiers navires inaugurés et lancés au chantier de Ferrol seront à vapeur et alimentés au charbon.

## Navires de construction bois (1750-1880)
(décembre 2008).
Si vous disposez d'ouvrages ou d'articles de référence ou si vous connaissez des sites web de qualité traitant du thème abordé ici, merci de compléter l'article en donnant les références utiles à sa vérifiabilité et en les liant à la section « Notes et références ».

### Vaisseaux de guerre
- San Fernando (vaisseau de guerre) 1751
- Castilla (vaisseau de guerre) 1751
- Asia (vaisseau de guerre) 1752
- Eolo (vaisseau de guerre) 1753
- Oriente (vaisseau de guerre) 1754
- Aquilon (vaisseau de guerre) 1754
- Neptuno 1754
- Magnanime 1754
- Gallardo (vaisseau de guerre) 1754
- Brillante 1754
- Vencedor 1755
- Glorioso 1755
- Guerrero (vaisseau de guerre) 1755
- Soberano 1755
- Hector (vaisseau de guerre) 1755
- Triunfante 1756
- Dichoso 1756
- Monarca 1756
- Diligente 1756
- Campeon 1758
- San Isidro (vaisseau de guerre) 1768
- San Julian (vaisseau de guerre) 1768
- San Pedro Apostol 1770
- San Pablo (vaisseau de guerre) 1771
- San Gabriel (vaisseau de guerre)] 1772
- San Eugenio 1775
- El Mino 1779
- La Concepcion (vaisseau de guerre) 1779
- Castilla (vaisseau de guerre) 1780
- Santo Domingo 1781
- San Felipe Apostol 1781
- San Jose (vaisseau de guerre) 1783
- Santa Ana (vaisseau de guerre) 1784
- El Salvador (vaisseau de guerre) 1787
- San Leandro 1787
- San Telmo (vaisseau de guerre) 1788
- Europa (vaisseau de guerre) 1789
- Intrepido 1790
- Reina Luisa 1791
- Monarca 1794
- Montanes 1794
- Neptuno 1795
- Argonauta (vaisseau de guerre) 1796
- Rey Francisco de Asis 1853

### Frégates
- La Gala 1752
- Nuestra Senora del Rosario 1770
- Nuestra Senora del Carmen 1770
- Nuestra Senora de la Asuncion 1772
- Santa Perpetua 1772
- Santa Maria de la Cabeza 1772
- Santa Maria Magdalena 1773
- Santa Margarita 1774
- Santa Marta (frégate) 1774
- Santa Dorotea 1775
- Santa Clara (frégate) 1776
- Santa Leocadia (frégate) 1777
- Grana (Frégate) 1778
- Santa Escolastica 1779
- Santa Sabina 1781
- Santa Clause 1781
- Nuestra Senora de Loreto 1781
- Santa Rosa (frégate) 1782
- Nuestra Senora del Pilar 1782
- Santa Elenea 1783
- Santa Tecla (frégate) 1784
- Santa Maria 1785
- Nuestra Senora de la Paz 1785
- Santa Leocadia (frégate) 1787
- Santa Teresa 1787
- Palas 1789
- Juno (frégate) 1789
- Tetis 1793
- Pomona (frégate) 1795
- Flora (frégate) 1795
- Medea (frégate) 1797
- La Prueba 1800
- La Lealtad 1825
- La Iberia 1825
- La Restauracion 1826
- Cortes (frégate) 1836
- Isabel II 1836
- Cristina (frégate) 1837
- Bailen 1854
- Berenguela 1857
- Blanca (frégate) 1859
- Lealtad 1860
- Resolucion 1861
- Tetuan 1863
- Almansa 1864
- Sagonte 1869
- Navarra (frégate) 1881

### Corvettes
- Nuestra Senora de Dolores 1771
- Nuestra Senora de Atocha 1771
- Santa Catalina 1778
- La Cazadora 1779
- La Diligencia 1796
- La Fuerte 1801
- La Indagadora 1807
- La Ferrolana 1848
- Circe 1860
- Santa Lucia 1862

### Cargo Ships(Urcas)
- Nuestra Senora de Monserrat 1772
- Santa Amalia 1772
- Santa Ines 1773
- Santa Polonia 1773
- Santa Rita 1773
- Visitacion 1774
- Presentacion 1774
- Anunciacion 1774
- Santa Librada 1777
- Cargadora 1791
- Ferrolana 1796
- Aurora 1797
- Nina 1851

### Brigantins
- Nuestra Senora de la Pastoriza 1771
- Leon 1783
- El Ligero 1788
- El Cuervo 1793
- El Pajaro 1793
- El Palomo 1795
- Galgo 1795
- El Golondrina 1795
- El Amistad 1799
- El Trucha 1799
- Pelayo 1849
- Alsedo 1851

### Sloops(Pailebotes)
- San Miguel 1752
- Santa Eulalia 1775
- Santa Casilda 1775
- San Pio 1777
- San Gil 1777
- San Roque 1788
- San Jacinto 1791
- San Jose 1793

### Yachts
- La Golondrina 1780
- Trucha 1780
- Santa Cristina 1781
- Santa Irene 1781
- La Gallega 1797
- La Brava 1797
- Nuestra Senora de Atocha 1780
- Santa Natalia 1780

### Goélette
- Santa Matilde 1770
- Pastoriza 1772
- San Lemes 1778
- Santa Teresa 1781
- La Vigilancia 1797
- La Defensa 1797
- La Carlota 1798
- La Brava 1799
- Alarma 1807
- Cautela 1807
- Sata Teresa 1856
- Narvaez 1857
- Rosalia 1858
- Caridad 1860

### Sloop-de-guerre(Bombardes)
- Santa Ursula 1771
- Santa Eulalia 1775
- Santa Casilda 1775
- Santa Rosa de Lima 1779

### Double Brigantin(Quechemarin)
- San Leon 1783

## Navires à vapeur
- Don Jorge Juan 1850
- Narvaez 1850
- Don Antonio Ulloa 1851

### Canonnières
- Salamandra 1874

## Navires de construction métallique (1880-1909)

### Torpilleur
- Seza 1885